# Cnodalia harpax
Espèce
Cnodalia harpax est une espèce d'araignées aranéomorphes de la famille des Araneidae.

## Distribution
Cette espèce se rencontre en Indonésie à Sumatra et au Japon dans l'archipel Nansei,.

## Description
Les femelles décrites par Tanikawa en 2006 mesurent de 3,92 à 4,09 mm et le mâle décrit par Tanikawa en 2007 mesure 2,93 mm.

## Publication originale
- Thorell, 1890 : Studi sui ragni Malesi e Papuani. IV, 1. Annali del Museo civico di storia naturale di Genova, vol. 28, p. 1-419 (texte intégral).